# Flores robadas en los jardines de Quilmes
 Flores robadas en los jardines de Quilmes es una película de Argentina filmada en Eastmancolor dirigida por Antonio Ottone sobre el guion de Jorge Asís según su novela homónima que se estrenó el 19 de junio de 1985 y que tuvo como actores principales a Soledad Silveyra, Víctor Laplace, Alicia Zanca y Manuel Callau.
Fue filmada en 16mm. y posteriormente ampliada a 35mm. para su exhibición comercial.

## Sinopsis
Recorriendo el centro de la ciudad, un hombre y una mujer reviven su romance juvenil.

## Reparto
| Actor                     | Personaje |
| ------------------------- | --------- |
| Soledad Silveyra          | Carmen    |
| Víctor Laplace            | Rodolfo   |
| Alicia Zanca              | Angélica  |
| Manuel Callau             |           |
| Alberto Fernández de Rosa |           |
| Claudia Lapacó            |           |
| Mario Luciani             |           |
| Adela Gleijer             |           |
| Alberto Busaid            |           |
| Juan Carlos De Seta       |           |
| Nelly Tesolín             |           |
| Aldo Pastur               |           |
| Márgara Alonso            |           |
| Juan Beceiro              |           |
| Clotilde Borella          |           |
| Elena Cánepa              |           |

## Comentarios
Jorge Abel Martín en Tiempo Argentino escribió:

«Retórica pobre en un desparejo film.»

La Prensa escribió:

«Cuando la literatura es tan confusa como la realidad.»

Claudio España en La Nación opinó:

«Flores de la memoria robadas por la escasez.»

Daniel López en La Razón opinó:

«Correcta versión de un reiterado best-seller. Los personajes de Asís lograron su mejor expresión»

## Intento anterior
El director Héctor Olivera tenía en 1981 el proyecto de filmar esta novela coguionándola con Asís pero al ser presentado el guion en el Ente de Calificación le fueron hechas más de 60 correcciones por lo cual desistió y dejó en libertad a Asís respecto de los derechos.